# بوبي هوفمان
بوبي هوفمان (بالإنجليزية: Bobby Hoffman)‏ هو فنان قتال مختلط أمريكي، ولد في 28 أكتوبر 1966 في سنترفيل في الولايات المتحدة.

## وصلات خارجية
- بوبي هوفمان على موقع يو إف سي (الإنجليزية)
- بوبي هوفمان على موقع شيردوغ (الإنجليزية)